# Мінас-де-Ріотінто
Мінас-де-Ріотінто (ісп. Minas de Riotinto) — муніципалітет в Іспанії, у складі автономної спільноти Андалусія, у провінції Уельва. Населення — 4209 осіб (2010).
Муніципалітет розташований на відстані близько 390 км на південний захід від Мадрида, 55 км на північний схід від Уельви.
На території муніципалітету розташовані такі населені пункти: (дані про населення за 2010 рік)
- Мінас-де-Ріотінто: 3363 особи
- Альто-де-ла-Меса: 543 особи
- Ла-Дееса: 303 особи

## Демографія
Динаміка населення (INE ):

## Уродженці
- Хосе Карлос Фернандес Васкес (*1987) — іспанський футболіст, півзахисник.

## Галерея зображень

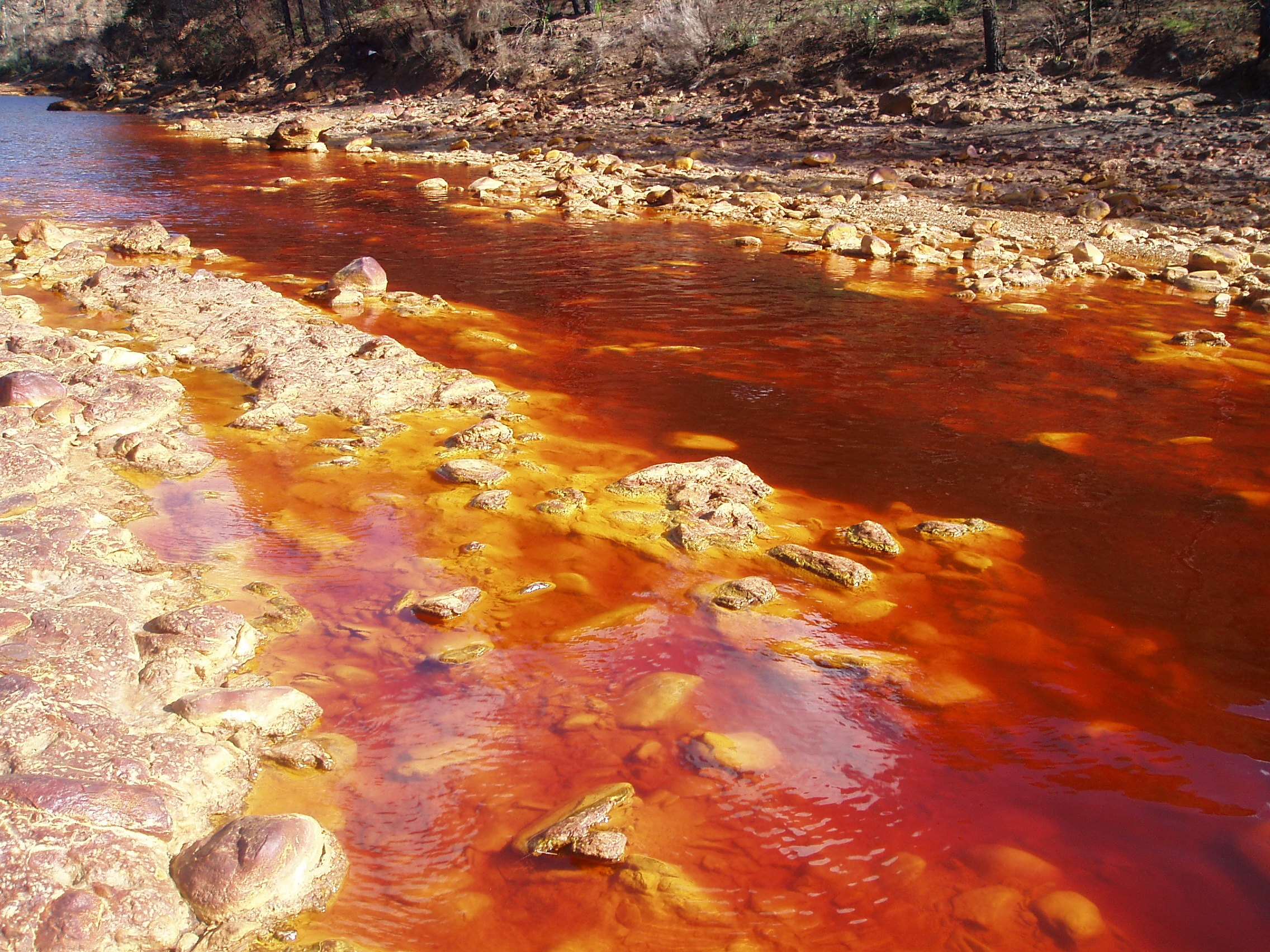
Річка Тінто
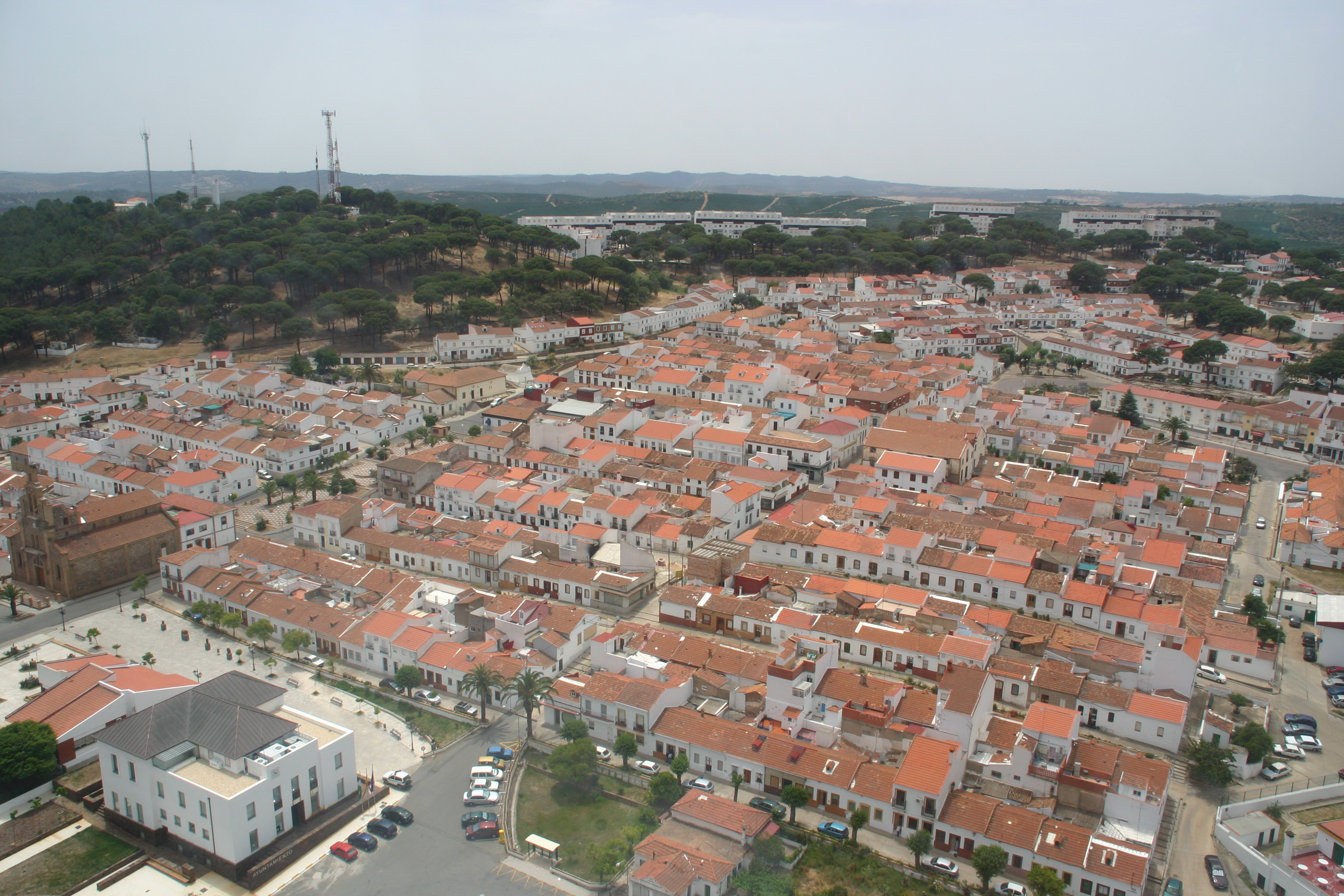
Панорама